# Fannie Ward
Fannie Ward (nascida Fannie Buchanan; St. Louis, 22 de fevereiro de 1872 – Nova Iorque, 27 de janeiro de 1952) foi uma atriz norte-americana de teatro e cinema. 
Conhecida por interpretar papéis de comédia e drama, ela foi uma das atrizes acusadas de comportamento impróprio devido ao filme The Cheat, filme mudo de 1915, dirigido por Cecil B. DeMille. A maioria de seus filmes, porém, estão hoje perdidos.

## Biografia
Fannie nasceu em St. Louis, no Missouri, em 1872. Era filha de Eliza e John Buchanan, que tinha um mercadinho de secos e molhados. Fannie tinha ainda um irmão, Benton Buchanan. Em 1890, contra a vontade de seus pais, Fannie estreou nos palcos como o Cupido na peça Pippino, junto da estrela do Vaudeville, o ator Eddie Foy Sr.. Logo, Fannie se tornou um sucesso, tendo atuado em 10 peças nos palcos de Nova Iorque antes de embarcar para Londres, em 1894, onde atuou em The Shop Girl. Seu trabalho levou os críticos a compararem seu trabalho ao de Maude Adams.
Em 1898, Fannie se casou com um rico negociante de diamantes, Joseph Lewis, e se aposentou dos palcos. Em 1909, em uma entrevista para Marguerite Martyn, Fannie disse que seu marido odiava seu trabalho, tendo questionado por que homens eram tratados de maneira diferente em sua profissão. Fannie retornou aos palcos em 1905 depois da derrocada financeira de seu marido. Em abril de 1907, ela retornou aos palcos da Broadway, onde atuou em A Marriage of Reason.
Dois anos depois, atuou em The New Lady Bantock, que a levou a uma turnê por várias cidades, em vários estados, em 1909. De setembro de 1913 a janeiro de 1914, ela atuou em Madam President, no Garrick Theatre, em Nova Iorque. Em janeiro de 1913, Fannie se divorciou de Lewis. No ano seguinte, ela se casaria pela segunda e última vez, com o ator John Wooster Dean, com quem estrelou vários filmes e peças de teatro.

## Cinema
Em 1915, a carreira de Fannie no teatro estava começando a estagnar. Foi então que o produtor e diretor de cinema Cecil B. DeMille a convenceu a atuar no filme The Cheat, em 1915, filme mudo de drama onde ela atuou com o ator japonês Sessue Hayakawa. O filme causou uma polêmica entre a audiência conservadora por mostrar temas raciais e sexuais em tela. Apesar da polêmica, a carreira de Fannie, de Cecil e de Hayakawa foram alçadas ao estrelato.
Fannie atuou em vários curtas durante a década de 1920. No fonofilme Father Time (1924), Fannie cantou pela primeira vez. Conhecida na mídia por sua "juventude", em 1926, ela abriu uma loja de produtos de beleza, em Paris, chamada "The Fountain of Youth".

## Vida pessoal
Fannie teve apenas uma filha, Dorothé Mabel Lewis (1900–1938), resultado de um caso extra-conjugal que teve com o Marquês de Londonderry, aristocrata de Ulster. Dorothé morreu em 1938, em uma queda de avião, deixando três filhos, Patrick, Shaun e Robin Plunket.

## Morte
Em 21 de janeiro de 1952, Fannie sofreu um AVC em seu apartamento na Park Avenue, em Manhattan e foi encontrada inconsciente por um vizinho. Fannie ficou em coma por seis dias no Hospital Lenox Hill e morreu em 27 de janeiro de 1952, aos 79 anos.

## Filmografia
- The Miracle Woman (1929)
- The Perennial Flapper (1924)
- Father Time (1924)
- La Rafale (1920)
- Le Secret du Lone Star (1920)

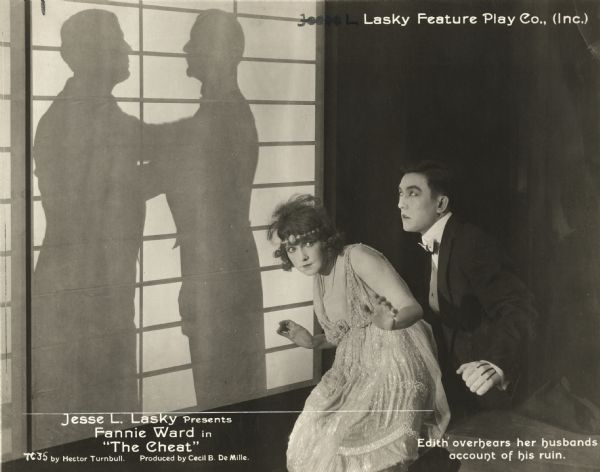
Fannie Ward e Sessue Hayakawa em The Cheat, 1915

- Our Better Selves (1919) .... Loyette Merval (perdido)
- The Profiteers (1919) .... Beverly Randall (perdido)
- The Cry of the Weak (1919) .... Mary Dexter (perdido)
- Common Clay (1919) .... Ellen Neal (perdido)
- The Only Way (1919)
- The Narrow Path (1918) .... Marion Clark (perdido)
- A Japanese Nightingale (1918) .... Yuki
- The Yellow Ticket (1918) .... Anna Mirrel (perdido)
- Innocent (1918) .... Innocent (perdido)
- On the Level (1917) .... Merlin Warner, aka Mexicali May (perdido)
- The Crystal Gazer (1917) .... Rose Jorgensen/Rose Keith/Norma Dugan (perdido)
- Her Strange Wedding (1917) .... Coralie Grayson (perdido)
- Unconquered (1917) .... Mrs. Jackson (perdido)
- A School for Husbands (1917) .... Lady Betty Manners (perdido)
- The Winning of Sally Temple (1917) .... Sally Temple
- Betty to the Rescue (1917) (perdido)
- The Years of the Locust (1916) .... Lorraine Roth
- Witchcraft (1916) .... Suzette (perdido)
- Each Pearl a Tear (1916) .... Diane Winston, aka Each Hour a Pearl (USA: alternative title), Every Pearl a Tear
- A Gutter Magdalene (1916) .... Maida Carrington (perdido)
- For the Defense (1916) .... Fidele Roget
- Tennessee's Pardner (1916) .... Tennessee
- The Cheat (1915) .... Edith Hardy
- The Marriage of Kitty (1915) .... Katherine "Kitty" Silverton (perdido)

## Gallery

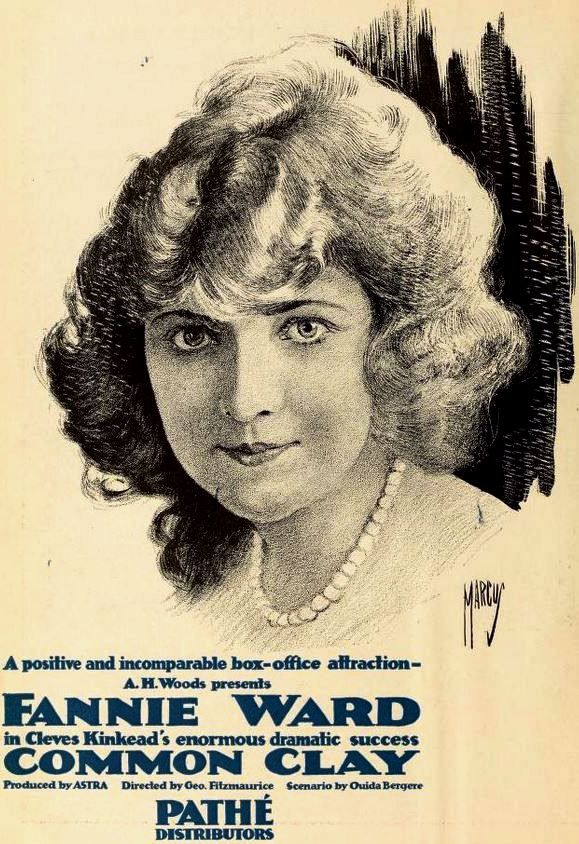
Common Clay, 1919
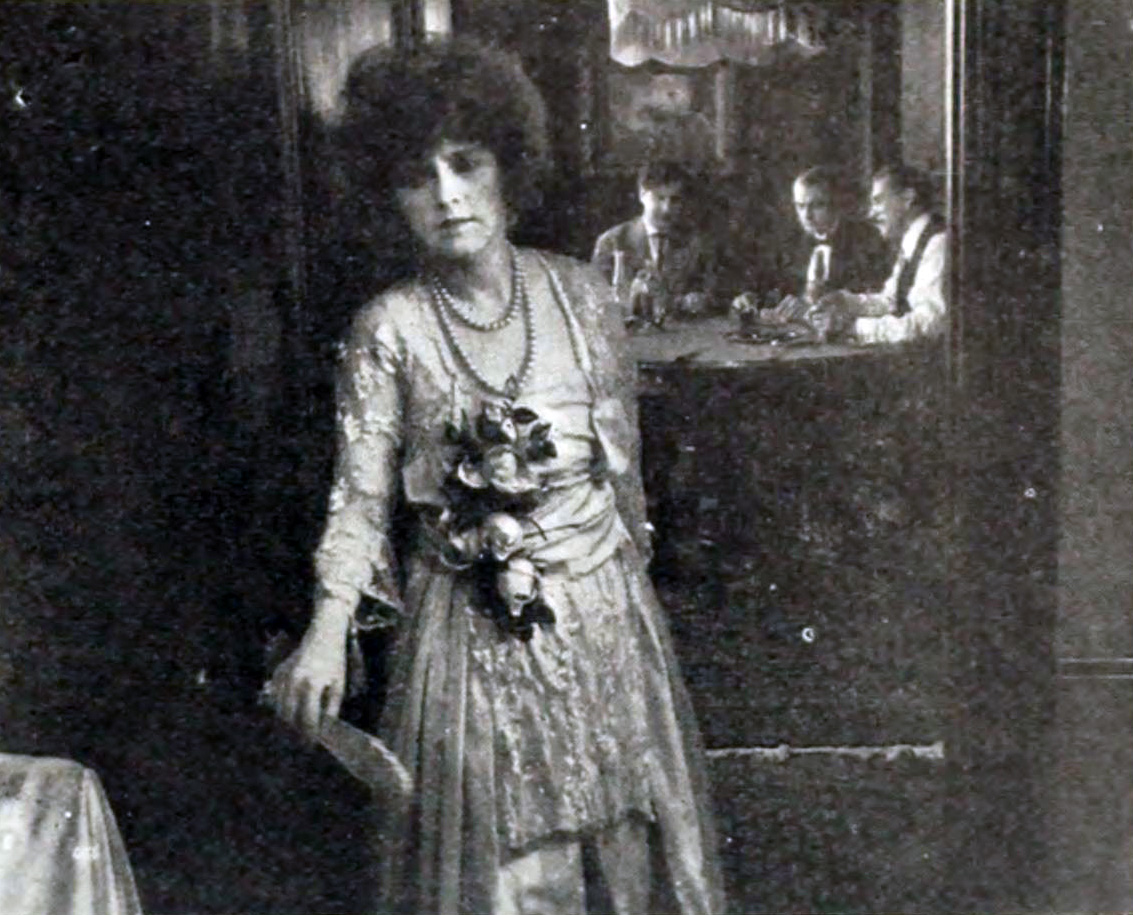
A Gutter Magdalene, 1916
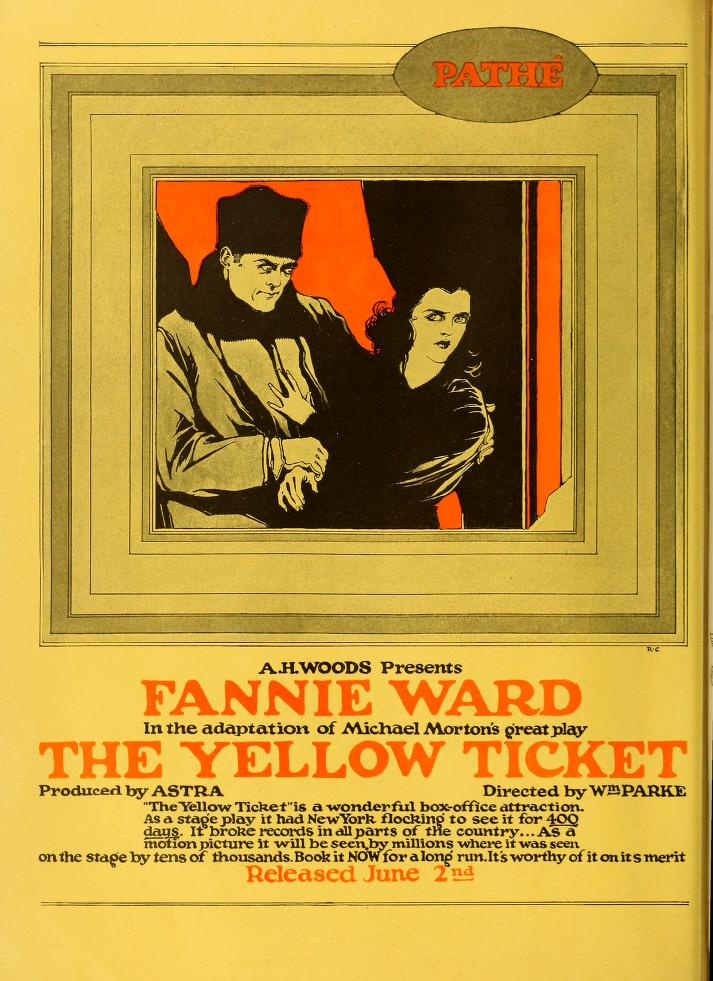
The Yellow Ticket, 1918
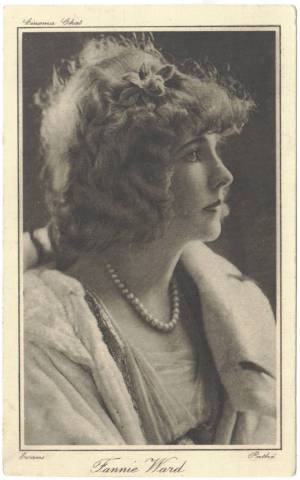
Ward, 1920
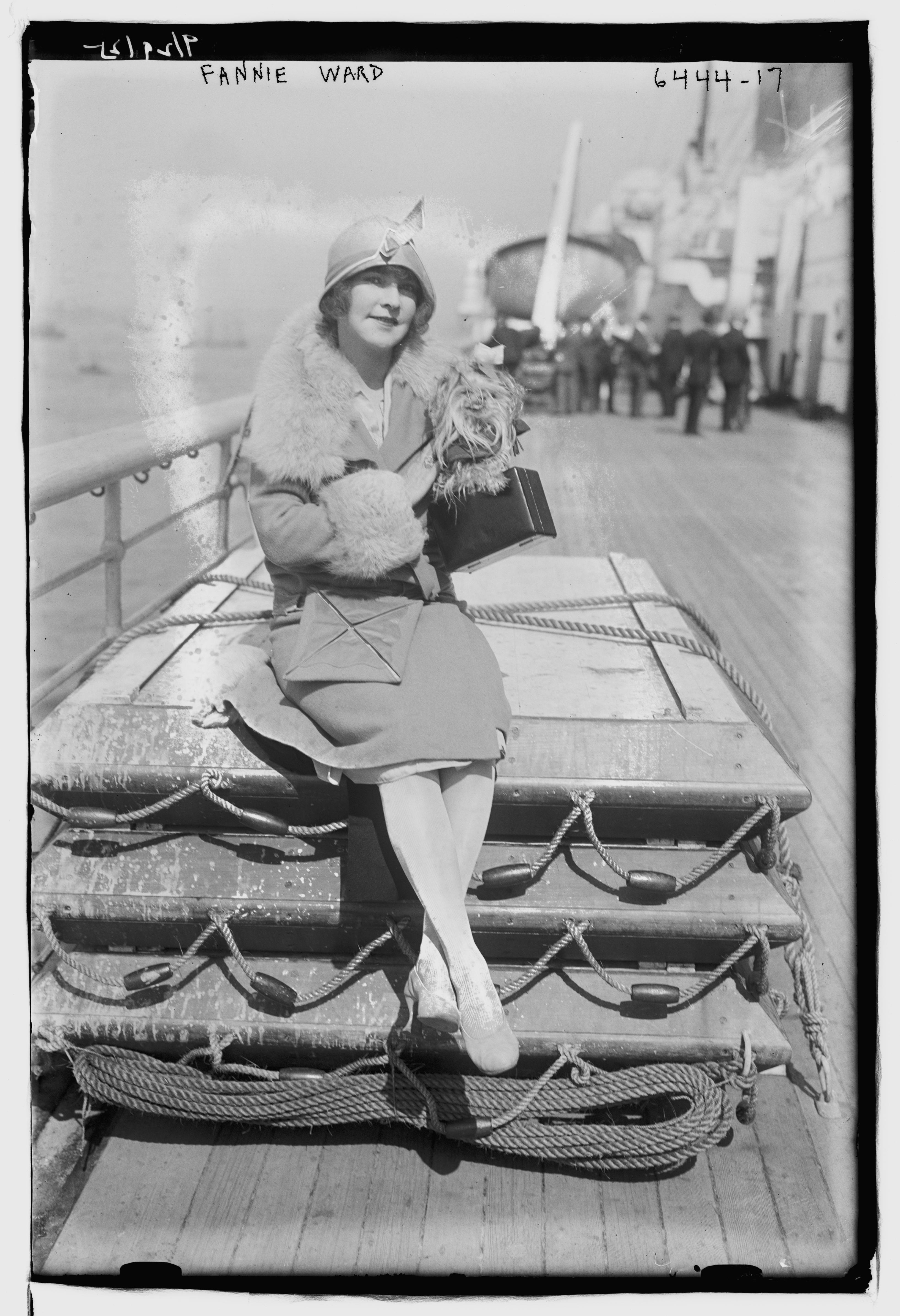
Ward, c. 1925